# 강상진
강상진(姜相眞, 1962년 4월 17일 ~ )은 전 KBO 리그 해태 타이거즈, 쌍방울 레이더스의 투수였으며 초등학교(진북) 시절 48연승을 했었는데 이 당시 퍼펙트게임 노히트노런을 밥먹듯이 하여 전주 초등학교 대표로 뽑혔고 이 때문에 서울 휘문중학교로 진학했지만 선수 부족(당시 9명 밖에 없었음) 뿐 아니라 감독마저 그만두어 말 그대로 "설상가상" 신세가 됐으며 급기야 부모님의 완강한 만류 아래  1977년 전주에  재창단된 전주고로 진학(1978년)하여 고향 전주로 돌아왔으며 고려대 81학번으로 진학했으나 학교가 좋아서 5년을 더 다녀 1986년 졸업했다. 
한편, 영화 《이장호의 외인구단》1편에서 해태 팀 투수 대역을 맡았고 이로 인해 여기서 투수 조상구 역으로 출연한 배우 조상구 (본명 최재현)와  현재도 교류하는 편이며 은퇴 후 이스타항공에 대외협력상무로 근무했고 이스타항공그룹 직장인 야구단 '이스타젯'에서 총감독을 역임했다.

## 출신 학교
- 진북초등학교
- 휘문중학교
- 전주고등학교
- 고려대학교

1. ↑  하명희 (1977년 3월 29일). “「熱望(열망)의 野球部(야구부)」부활”. 조선일보. 2023년 12월 21일에 확인함.
2. ↑  이방원 (1980년 10월 6일). “대형投手(투수)·내야수豊年(풍년)┈實力(실력) 크게向上(향상)”. 경향신문. 2023년 12월 21일에 확인함.
3. ↑  김명환 (1997년 8월 14일). ““한글자막은‘창작’…영화맛 돋우죠””. 조선일보. 2023년 12월 21일에 확인함.
4. ↑  위병기 (2011년 4월 26일). “야구 동호인 '프로구단' 창단 불 지핀다”. 전북일보. 2023년 12월 21일에 확인함.